# (39809) Fukuchan
(39809) Fukuchan est un astéroïde de la ceinture principale.

## Description
(39809) Fukuchan est un astéroïde de la ceinture principale. Il fut découvert le 30 novembre 1997 à Geisei par Tsutomu Seki. Il présente une orbite caractérisée par un demi-grand axe de 2,23 UA, une excentricité de 0,22 et une inclinaison de 5,4° par rapport à l'écliptique.

## Compléments